# Studený (Orlické hory)
Studený (německy Studeneyer Oberwald) je vrchol v České republice ležící v Orlických horách.

## Geomorfologické zařazení
Studený se nachází v celku Orlické hory, podcelku Mladkovská vrchovina a v okrsku Pastvinská vrchovina.

## Poloha
Studený se nachází asi 5,5 km severně od města Jablonné nad Orlicí a asi 9,5 km východně od města Žamberku. Nejvyšší vrchol Mladkovské vrchoviny Adam je asi 3,5 km na sever. V severojižně orientovaném hlavním hřebenu vrchoviny je Studený pro své blízké okolí dominantním vrcholem. Kostelní vrch na severní straně i Faltusův kopec na jižní jsou poměrně vzdálené a nižší. Východní svah prudce spadá do údolí Tiché Orlice u Těchonína, západní strana je nejprve protažená do mírněji se svažujícího hřebínku, na jehož konci dochází k prudkému spádu do údolí Orlice Divoké.

## Vodstvo
Východní svah přímo spadá do údolí Tiché Orlice. Severozápadní svah odvodňován Studenským potokem, který se vlévá do Studenecké zátoky vodní nádrže Pastviny na Divoké Orlici.

## Vegetace
Vrcholové partie Studeného spolu se západními a jihozápadními svahy jsou porostlé souvislým lesem nazývaným Studenský horní les. Díky němu není z vrcholu žádný výhled. Nižší partie severních a východních svahů jsou využívány jako louky nebo pole.

## Komunikace a turistické trasy
Po jihovýchodním úbočí Studeného vede silnice z obce Studené, která za pomoci serpentin klesá do Celného. Z ní odbočuje účelová komunikace vedoucí po východním svahu do Vlčkovic. Zalesněnou částí procházejí pouze lesní cesty. Přes vrcholovou partii prochází červeně značená trasa 0416 ze Zemské brány do Nekoře.

## Studenecké skály
V podvrcholovém prostoru na jihovýchodní straně vystupuje největší skalní skupina Orlických hor zvaná Studenecké skály. Skupina vznikla mrazovým zvětráváním ortorul až migmatitů orlicko-kladského krystalinika. Skupina je asi 500 metrů dlouhá a přes 10 metrů vysoká. Některé skály dosahují výšky až 20 metrů. Využívá se jako cvičný horolezecký terén.